# Suelli
Suelli (sardinski: Suèddi) je grad i općina (comune) u pokrajini Južnoj Sardiniji u regiji Sardiniji, Italija. Nalazi se na nadmorskoj visini od 256 metara i ima 1 103 stanovnika.
 Prostire se na 19,20 km². Gustoća naseljenosti je 57 st/km².
Susjedne općine su: Gesico, Mandas, Selegas, Senorbì i Siurgus Donigala.